# Roman (Neamț)
 For alternative betydninger, se Roman. (Se også artikler, som begynder med Roman)
Roman er en by i Neamţ distrikt i det nordlige Rumænien. Byen har 48.644(2021) indbyggere.

## Galleri
- Episcopal Katedral.
- Armensk Kirke.